# George Ramsay (9. hrabia Dalhousie)
George Ramsay, oficjalny tytuł Earl of Dalhousie (ur. 23 października 1770, zm. 21 marca 1838) – brytyjski żołnierz i administrator, gubernator generalny Brytyjskiej Kanady w latach 1820–1828.
Urodzony w Szkocji został oficerem armii brytyjskiej w 1838 r. Służył na Martynice, w Irlandii oraz w Egipcie. W 1816 r. został wysłany do Nowej Szkocji, gdzie mianowano go komendantem sił kolonialnych. Po nagłej śmierci Charlesa Lennoxa został gubernatorem generalnym Brytyjskiej Kanady. W czasie jego urzędowania nasiliła się wrogość anglosaskiej populacji w stosunku do frankofonów. W 1828 został odwołany z Kanady i nominowany komendantem sił kolonialnych w Indiach. Po czterech latach z powodu problemów zdrowotnych powrócił do rodzinnej Szkocji, gdzie umarł w zamku Dalhousie 21 marca 1838 r.